# Färöische Fußballmeisterschaft der Frauen 2021
Die Färöische Fußballmeisterschaft der Frauen 2021 war die 37. Saison der höchsten färöischen Fußballliga der Frauen. Die Liga heißt offiziell Betrideildin nach dem Hauptsponsor Betri Banki. Sie startete am 20. März 2021 und endete am 16. Oktober 2021.
Die Aufsteiger AB Argir/B71 Sandur (Rückzug 2017) und 07 Vestur (Abstieg 2005) kehrten nach drei beziehungsweise 15 Jahren in die höchste Spielklasse zurück. Meister wurde Titelverteidiger KÍ Klaksvík, die den Titel somit zum dritten Mal in Folge und zum 21. Mal insgesamt erringen konnten. Absteigen musste hingegen AB Argir/B71 Sandur nach einem Jahr Erstklassigkeit.
Im Vergleich zur Vorsaison verbesserte sich die Torquote auf 4,32 pro Spiel, was den höchsten Schnitt seit 2018 bedeutete. Den höchsten Sieg erzielte KÍ Klaksvík durch ein 14:0 im Heimspiel gegen AB Argir/B71 Sandur am zwölften Spieltag, was zugleich das torreichste Spiel darstellte.

## Modus
Durch die Aufstockung auf acht Mannschaften in der Betrideildin spielte jede Mannschaft nun an 21 Spieltagen jeweils drei Mal gegen jede andere. Die punktbeste Mannschaft zu Saisonende stand als Meister dieser Liga fest.

## Saisonverlauf
Sowohl Víkingur Gøta als auch KÍ Klaksvík starteten mit einer Serien von sechs ungeschlagenen Spielen in die Saison, wobei Víkingur einmal und KÍ zweimal unentschieden spielte. Nach der 0:1-Auswärtsniederlage von Víkingur Gøta gegen EB/Streymur/Skála am siebten Spieltag zog KÍ Klaksvík durch einen 3:0-Sieg im Auswärtsspiel gegen B36 Tórshavn vorbei. Drei Unentschieden in Folge, darunter ein 0:0 im Heimspiel gegen den neuen Tabellenführer EB/Streymur/Skála am zehnten Spieltag, sorgten für einen Wechsel an der Spitze, wobei nur die mehr erzielten Tore den Ausschlag gaben. EB/Streymur/Skála wies zu diesem Zeitpunkt zwei Niederlagen auf, darunter eine 0:1-Heimniederlage am vierten Spieltag gegen KÍ. Durch ein 1:1 zu Hause gegen NSÍ Runavík wechselte die Führung erneut. Die Spitzenposition gab KÍ Klaksvík nicht mehr ab und verlor kein einziges Spiel. Nach dem 20. Spieltag und einem 1:0-Sieg im Auswärtsspiel gegen B36 Tórshavn stand die Meisterschaft fest.

## Tabelle
| Pl. | Verein                  | Sp. | S  | U | N  | Tore    | Diff. | Punkte |
| --- | ----------------------- | --- | -- | - | -- | ------- | ----- | ------ |
| 1.  | KÍ Klaksvík (M / P)     | 21  | 14 | 7 | 0  | 066:130 | +53   | 49     |
| 2.  | NSÍ Runavík             | 21  | 13 | 3 | 5  | 075:280 | +47   | 42     |
| 3.  | EB/Streymur/Skála       | 21  | 12 | 5 | 4  | 042:200 | +22   | 41     |
| 4.  | Víkingur Gøta 1         | 21  | 11 | 2 | 8  | 060:310 | +29   | 35     |
| 5.  | HB Tórshavn             | 21  | 10 | 3 | 8  | 052:260 | +26   | 33     |
| 6.  | B36 Tórshavn            | 21  | 8  | 2 | 11 | 036:510 | −15   | 26     |
| 7.  | 07 Vestur (N)           | 21  | 4  | 0 | 17 | 022:660 | −44   | 12     |
| 8.  | AB Argir/B71 Sandur (N) | 21  | 1  | 0 | 20 | 010:128 | −118  | 03     |

| (N) | Aufsteiger       |
| (M) | Meister 2020     |
| (P) | Pokalsieger 2020 |

## Spiele und Ergebnisse
|                     | 07  | 07  | AB/B71 | AB/B71 | B36 | B36 | EBS/Skála | EBS/Skála | HB  | HB  | KÍ    | KÍ  | NSÍ | NSÍ   | Vík | Vík |
| ------------------- | --- | --- | ------ | ------ | --- | --- | --------- | --------- | --- | --- | ----- | --- | --- | ----- | --- | --- |
| 07 Vestur           |     |     | 3:2    | 3:1    | 0:2 | 2:3 | 1:3       |           | 0:6 | 1:5 | 1:5   |     | 0:2 | 1:4   | 2:1 |     |
| AB Argir/B71 Sandur | 1:4 |     |        |        | 1:3 |     | 0:7       |           | 0:9 | 2:1 | 00:14 |     | 0:6 | 00:11 | 0:7 | 0:7 |
| B36 Tórshavn        | 3:1 |     | 5:1    | 2:1    |     |     | 4:4       | 0:0       | 3:1 |     | 0:3   | 0:1 | 2:3 |       | 0:1 | 1:2 |
| EB/Streymur/Skála   | 2:1 | 1:0 | 5:0    | 4:0    | 2:1 |     |           |           | 1:0 |     | 0:1   | 2:2 | 1:1 |       | 1:0 | 4:2 |
| HB Tórshavn         | 4:0 |     | 9:0    |        | 4:1 | 2:0 | 0:1       | 2:1       |     |     | 0:0   |     | 2:1 | 3:1   | 1:1 |     |
| KÍ Klaksvík         | 5:2 | 1:0 | 5:1    | 6:0    | 8:0 |     | 0:0       |           | 0:0 | 2:0 |       |     | 3:1 | 1:1   | 4:1 |     |
| NSÍ Runavík         | 4:0 |     | 9:0    |        | 5:2 | 7:0 | 3:1       | 1:0       | 5:2 |     | 2:2   |     |     |       | 2:3 | 0:1 |
| Víkingur Gøta       | 5:0 | 6:0 | 8:0    |        | 2:4 |     | 1:2       |           | 5:1 | 1:0 | 0:0   | 2:3 | 4:6 |       |     |     |

## Torschützenliste
Bei gleicher Anzahl von Treffern sind die Spielerinnen nach dem Nachnamen alphabetisch geordnet.
| Platz | Spieler             | Mannschaft        | Tore |
| ----- | ------------------- | ----------------- | ---- |
| 1     | Heidi Sevdal        | NSÍ Runavík       | 33   |
| 2     | Lea Lisberg         | EB/Streymur/Skála | 20   |
| 3     | Jensa Tórolvsdóttir | Víkingur Gøta     | 17   |
| 4     | Hervør Olsen        | KÍ Klaksvík       | 16   |
| 5     | Hanna Højgaard      | Víkingur Gøta     | 14   |
| 6     | Maria Johansen      | NSÍ Runavík       | 10   |
| 6     | Jacoba Langgaard    | B36 Tórshavn      | 10   |
| 8     | Emma Hansdóttir     | B36 Tórshavn      | 09   |
| 8     | Evy á Lakjuni       | KÍ Klaksvík       | 09   |
| 8     | Sunniva Willemoes   | HB Tórshavn       | 09   |

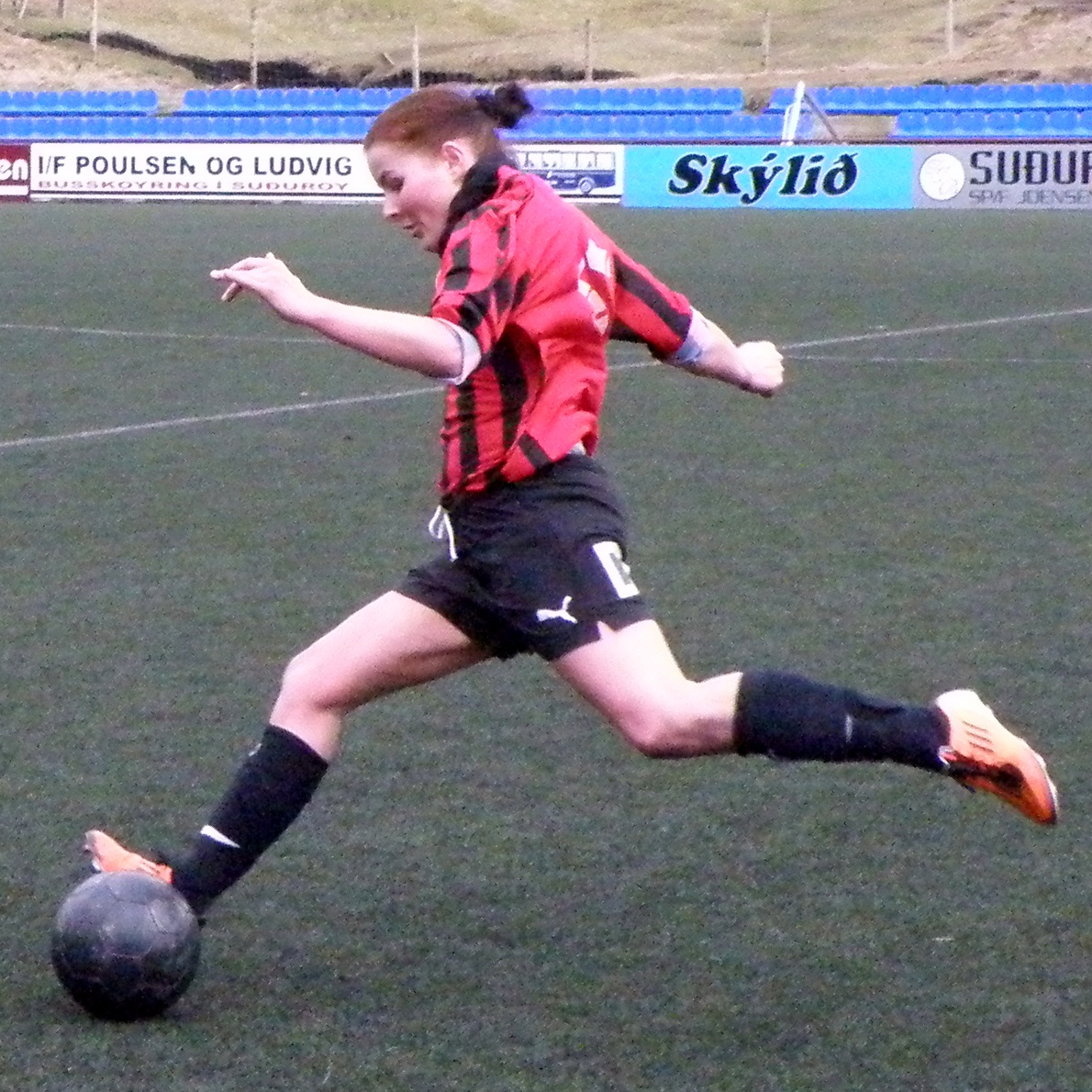
Torschützenkönigin Heidi Sevdal

Dies war nach 2013, 2014, 2015, 2017, 2018 und 2019 der siebte Titel für Heidi Sevdal.

## Trainer
| Mannschaft          | Trainer             | Spieltage |
| ------------------- | ------------------- | --------- |
| 07 Vestur           | Frankie Jensen      | 01–21     |
| AB Argir/B71 Sandur | Tonny Brimsvík      | 01–18, 21 |
| AB Argir/B71 Sandur | Rúni Patursson      | 19–20     |
| B36 Tórshavn        | Jón Simonsen        | 01–06     |
| B36 Tórshavn        | Tummas Djurhuus     | 07–21     |
| EB/Streymur/Skála   | Símun Eliasen       | 01–21     |
| HB Tórshavn         | Jan Laursen         | 01–21     |
| KÍ Klaksvík         | Aleksandar Đorđević | 01–21     |
| NSÍ Runavík         | Poul Poulsen        | 01–21     |
| Víkingur Gøta       | Súni Olsen          | 01–21     |

Nur B36 Tórshavn wechselte den Trainer aus, dies hatte jedoch keine Auswirkungen auf die Tabellenposition.

## Spielstätten
| Mannschaft          | Stadion              | Spielort   |
| ------------------- | -------------------- | ---------- |
| 07 Vestur           | Á Dungasandi         | Sørvágur   |
| AB Argir/B71 Sandur | Inni í Dal (5)       | Sandur     |
| AB Argir/B71 Sandur | Skansi Arena (5)     | Argir      |
| B36 Tórshavn        | Gundadalur (10)      | Tórshavn   |
| B36 Tórshavn        | Tórsvøllur (1)       | Tórshavn   |
| EB/Streymur/Skála   | Undir Mýruhjalla (6) | Skála      |
| EB/Streymur/Skála   | við Margáir (5)      | Streymnes  |
| HB Tórshavn         | Gundadalur (6)       | Tórshavn   |
| HB Tórshavn         | Tórsvøllur (4)       | Tórshavn   |
| KÍ Klaksvík         | Við Djúpumýrar       | Klaksvík   |
| NSÍ Runavík         | Við Løkin            | Runavík    |
| Víkingur Gøta       | Sarpugerði (8)       | Norðragøta |
| Víkingur Gøta       | Uppi á Brekku (2)    | Leirvík    |

## Schiedsrichter
Folgende Schiedsrichter, darunter jeweils einer aus Island, Dänemark und Rumänien, leiteten die 84 ausgetragenen Erstligaspiele:
| Name                         | Stammverein     | Spiele |
| ---------------------------- | --------------- | ------ |
| Høgni Madsen                 | -               | 09     |
| Jonn Sólheim Thomsen         | ÍF Fuglafjørður | 09     |
| David Waag Sjóstein          | KÍ Klaksvík     | 06     |
| Jón Tór Baldvinsson          | B71 Sandur      | 05     |
| Áki Leitisstein Hansen       | NSÍ Runavík     | 05     |
| Petur Páll Winther Hentze    | Víkingur Gøta   | 05     |
| Ronni Grandal                | FC Hoyvík       | 04     |
| Tóki Høghamar                | EB/Streymur     | 04     |
| Heini Viðoy                  | Undrið FF       | 04     |
| Leivur Zachariassen          | Skála ÍF        | 04     |
| Jógvan Breckman              | Undrið FF       | 03     |
| Andras Frederiksberg         | Skála ÍF        | 03     |
| Sverri Sólheim Ellingsgaard  | -               | 02     |
| Heini Poulsen Hellisdal      | B36 Tórshavn    | 02     |
| Kristian Gunnar Joensen      | KÍ Klaksvík     | 02     |
| Árni Brandsson Petersen      | KÍ Klaksvík     | 02     |
| Benjamin Erlandsson Tvørfoss | Víkingur Gøta   | 02     |
| Marius Dam Vang              | -               | 02     |

Weitere elf Schiedsrichter leiteten jeweils ein Spiel.

## Die Meistermannschaft
In Klammern sind die Anzahl der Einsätze sowie die dabei erzielten Tore genannt.
| 1. | KÍ Klaksvík |
|    | Rannvá Andreasen (7/2) \| Maria Biskopstø (14/8) \| Anitha á Dalinum (1/0) \| Rutt Gregersen (5/2) \| Marjun Hjelm (1/0) \| Durita Hummeland (19/4) \| Liljan Jacobsen (1/0) \| Óluva Joensen (21/0) \| Tórunn Joensen (20/0) \| Vár Johannesen (7/0) \| Gudný Johannessen (13/2) \| Malena Josephsen (12/2) \| Eyðvør Klakstein (12/5) \| Evy á Lakjuni (6/9) \| Victoria á Lakjuni (12/1) \| Jancy Mohr (15/2) \| Tóra Mohr (20/4) \| Hervør Olsen (12/16) \| Malena Olsen (16/3) \| Jórun Patawary (18/1) \| Ragna Patawary (19/1) \| Birita Ryan (12/0) \| Lóa Samuelsen (2/0) \| Sanna Svarvadal (20/2) \| Elspa Maria Zachariassen (1/0) - Trainer: Aleksandar Đorđević |

## Nationaler Pokal
Im Landespokal gewann NSÍ Runavík mit 4:2 gegen HB Tórshavn. Meister KÍ Klaksvík schied im Viertelfinale aus.

## Europapokal
2021/22 spielte KÍ Klaksvík als Meister des Vorjahres in der ersten Runde der UEFA Women’s Champions League und verlor gegen Breiðablik Kópavogur (Island) mit 0:7. Das Spiel um Platz 3 wurde mit 0:1 gegen FC Flora Tallinn (Estland) verloren.